# Igreja de Caguach
A Igreja de Caguach é um templo católico localizado na ilha Caguach, na comuna chilota de Quinchao na Região de Los Lagos, Chile, que faz parte do grupo de 16 igrejas de madeira de Chiloé qualificadas como Monumento Nacional de Chile e reconhecidas como Património da Humanidade pela Unesco.
Em 1919 a antiga Igreja de Caguach foi destruída por completo durante um incêndio, pelo que esta voltou a se construir totalmente em 1925 pelos povoadores da comuna, em madeira, como a original, sendo o terceiro templo levantado em Caguach.
Seu santo patrono é, ao igual que o da Igreja de Aldachildo Jesus Nazareno, cuja festa se celebra o 30 de agosto e no terceiro domingo de janeiro, e cujo nome é Jesús Nazareno de Caguach. Esta é a festa religiosa mais importante do Arquipélago de Chiloé, e de maior envergadura no sul de Chile, sendo estabelecida originalmente em 1778 e impulsionada pelo missionário franciscano espanhol Fray Hilario Martínez. A imagem representa a Jesus durante a "Paixão", carregado com a cruz e vestido com um manto púrpura e uma coroa de espinhas.